# Brian White (labdarúgó)
Brian White (Flemington, 1996. február 3. –) amerikai válogatott labdarúgó, a Vancouver Whitecaps csatára.

## Pályafutása

### Klubcsapatokban
White a New Jersey állambeli Flemington városában született. Az ifjúsági pályafutását a New York Red Bulls akadémiájánál kezdte.
2018-ban mutatkozott be a New York Red Bulls észak-amerikai első osztályban szereplő felnőtt keretében. 2021. június 1-jén 4½ éves szerződést kötött a Vancouver Whitecaps együttesével. Először 2021. június 19-én, a Real Salt Lake ellen idegenben 3–1-es vereséggel zárult bajnokin lépett pályára és egyben megszerezte első gólját is a klub színeiben.

### A válogatottban
White 2024-ben debütált az amerikai válogatottban. Először a 2024. január 20-ai, Szlovénia ellen 1–0-ra elvesztett barátságos mérkőzésen lépett pályára.

## Statisztikák
2024. augusztus 8. szerint
| Klub                | Szezon   | Osztály  | Bajnokság | Bajnokság | Kupa  | Kupa | Nemzetközi | Nemzetközi | Összesen | Összesen |
| Klub                | Szezon   | Osztály  | Meccs     | Gól       | Meccs | Gól  | Meccs      | Gól        | Meccs    | Gól      |
| ------------------- | -------- | -------- | --------- | --------- | ----- | ---- | ---------- | ---------- | -------- | -------- |
| New York Red Bulls  | 2018     | MLS      | 6         | 1         | 0     | 0    | —          | —          | 6        | 1        |
| New York Red Bulls  | 2019     | MLS      | 20        | 9         | 0     | 0    | 1          | 0          | 21       | 9        |
| New York Red Bulls  | 2020     | MLS      | 19        | 6         | 0     | 0    | —          | —          | 19       | 6        |
| New York Red Bulls  | 2021     | MLS      | 5         | 0         | 0     | 0    | —          | —          | 5        | 0        |
| Vancouver Whitecaps | 2021     | MLS      | 28        | 12        | 1     | 0    | —          | —          | 29       | 12       |
| Vancouver Whitecaps | 2022     | MLS      | 26        | 4         | 3     | 3    | —          | —          | 29       | 7        |
| Vancouver Whitecaps | 2023     | MLS      | 34        | 16        | 2     | 1    | 7          | 1          | 43       | 20       |
| Vancouver Whitecaps | 2024     | MLS      | 23        | 12        | 3     | 0    | 5          | 0          | 31       | 12       |
| Összesen            | Összesen | Összesen | 161       | 60        | 9     | 4    | 13         | 3          | 193      | 67       |

### A válogatottban
| Válogatott       | Év       | Pályára lépés | Gól |
| ---------------- | -------- | ------------- | --- |
| Egyesült Államok | 2024     | 1             | 0   |
| Egyesült Államok | 2025     | 3             | 1   |
| Összesen         | Összesen | 4             | 1   |

#### Góljai a válogatottban
| # | Időpont          | Helyszín                                             | Ellenfél   | Gólok | Eredmény | Kiírás              |
| - | ---------------- | ---------------------------------------------------- | ---------- | ----- | -------- | ------------------- |
| 1 | 2025. január 22. | Inter&Co Stadion, Orlando, Amerikai Egyesült Államok | Costa Rica | 1–0   | 3–0      | Barátságos mérkőzés |

## Sikerei, díjai
Vancouver Whitecaps
- Kanadai Kupa
  - Győztes (3): 2022, 2023, 2024

Amerikai válogatott
- CONCACAF Nemzetek ligája
  - Győztes (1): 2023–24